# 지방도 제837호선
지방도 제837호선은 전라남도 강진군 칠량면 영동리에서 장흥군 관산읍 옥당리를 잇던 전라남도의 지방도이다.
1983년에는 노선명이 '칠량 ~ 안양선'이었다. 2003년 3월 27일 장흥군 관산읍 ~ 안양면 구간이 국도 제77호선으로 승격되면서 '칠량 ~ 관산선'으로 단축되었다.
2007년 건설교통부의 단구간 지방도 노선 조정에 의해 폐지되었으며, 지방도 제827호선과 통합되었다.

## 연혁
- 1983년 7월 8일 : 도로 확포장공사를 위해 강진군 칠량면 영동리 ~ 장흥군 관산읍 옥당리 15.935km 구간 도로구역 변경[1]
- 1985년 12월 23일 : 기점을 '강진군 칠량면 영동리', 종점을 '장흥군 안양면 수양리'로 명시하고 도로개량이 완료된 강진군 칠량면 영동리 ~ 영주리 8.56km 구간과 장흥군 관산면 부평리 ~ 안양면 수양리 15.67km 구간 도로예정지 해제[2]
- 1987년 1월 22일 : 강진군 칠량면 영동리 ~ 장흥군 안양면 수양리 23.23km 구간 도로예정지 해제[3]
- 1995년 12월 8일 : 기존 지방도 노선을 폐지하고 새로 지정[4]
- 1996년 11월 11일 : 1997년 9월까지 명주교(강진군 칠량면 명주리) 가설공사를 위해 404m 구간 도로구역 변경[5]
- 2000년 4월 27일 : 2001년 2월까지 굴곡도로 개량공사를 위해 장흥군 관산읍 옥당리 480m 구간 도로구역 변경[6]
- 2003년 3월 27일 : 종점을 장흥군 안양면 수양리에서 '장흥군 관산읍 옥당리'로 단축함. 이에 따라 노선명을 '칠량 ~ 안양선'에서 '칠량 ~ 관산선'으로 변경하고 총 연장 15.7km가 됨.[7]
- 2007년 1월 5일 : 단구간 지방도 노선 조정으로 인해 지방도 제827호선에 통합 및 폐지[8]

## 주요 경유지
- 강진군
  - 칠량면 영동리(국도 제23호선과 분기) - 명주리

- 장흥군
  - 관산읍 부평리 - 옥당리